# Fumiya Satō
Fumiya Satô (さとう　ふみや, Satō Fumiya), de son nom original Ayako Satô (佐藤文子, Satō Ayako)), née le 22 décembre 1965 à Ômiya (Préfecture de Saitama), au Japon, est une mangaka et illustratrice japonaise. Elle est principalement connue pour être l'auteur de Kindaichi shônen no jikenbo (1992), œuvre pour laquelle elle reçut le prix Kôdansha en 1995, et de Tantei Gakuen Q. 